# 奔馳吧！小馬王
是一部於2021年上映的美國電腦動畫冒險片，由夢工廠動畫公司製作、環球影業發行。該片為2002年電影《小馬王》的續集，由伊萊恩·博根執導，奧莉·瓦靈頓編劇。主要配音員包括伊莎貝拉·莫塞德、瑪賽·馬汀、麥肯娜·葛瑞絲、茱莉安·摩爾和傑克·葛倫霍。
《奔馳吧！小馬王》由環球影業於2021年6月4日在美國上映。

## 配音員
- 伊莎貝拉·莫塞德 配音 樂琪·普瑞斯卡（Lucky Prescott）
- 瑪賽·馬汀（英语：Marsai Martin） 配音 普拉·格蘭傑（Pru Granger）
- 麥肯娜·葛瑞絲 配音 艾比蓋兒·史東（Abigail Stone）
- 茱莉安·摩爾 配音 珂拉·普瑞斯卡（Cora Prescott）
- 傑克·葛倫霍 配音 吉姆·普瑞斯卡（Jim Prescott）
- 華頓·哥金斯 配音 亨德里克斯（Hendricks）
- 艾莎·岡薩雷 配音 米拉格羅·納瓦羅（Milagro Navarro）
- 安德雷·布勞爾 配音 艾爾·格蘭傑（Al Granger）

## 製作
2019年10月7日，夢工廠動畫公司宣佈正在製作改編自電視動畫劇集《小馬王：自由奔馳》的電影，該片同時也是2002年電影《小馬王》的續集，由伊萊恩·博根執導，《小馬王：自由奔馳》的製作人奧莉·瓦靈頓擔任編劇。2021年3月12日，宣佈伊莎貝拉·莫塞德、瑪賽·馬汀、麥肯娜·葛瑞絲、茱莉安·摩爾、傑克·葛倫霍、華頓·哥金斯、艾莎·岡薩雷和安德雷·布勞爾加盟配音陣容。

## 發行
《奔馳吧！小馬王》由環球影業於2021年6月4日在美國上映。此前，上映日期曾定於2021年5月14日。

### 評價
爛番茄根據115條評論，本片獲得49%的新鮮度，平均得分5.5／10，觀眾投票獲得95%的分數，平均得分為4.6／5。在Metacritic上，電影獲得49分。